# 南京艺术学院尚美学院
南京艺术学院尚美学院，是南京艺术学院举办的本科艺术类公有民办二级学院，尚美”是上美（上海美术专科学校）的谐音。
学院现有南京艺术学院本部和洪武北路校区。

## 历史
- 1998年，南京艺术学院尚美学院创建；
- 1999年，学院开始正式招生；
- 2002年，尚美学院和江苏省演艺集团联合建立表演类本科专业；

## 院系设置
- 歌剧音乐系
- 音乐教育系
- 艺术管理系
- 戏剧戏曲系
- 舞台美术系
- 舞蹈系
- 导演主持艺术系